# اگنیو (ویرجینیای غربی)
اگنیو، غرب ویرجینیا (به انگلیسی: Agnew, West Virginia) یک منطقهٔ مسکونی در ایالات متحده آمریکا است که در ویرجینیای غربی واقع شده‌است.

## خصوصیات
اگنیو ۲۳۴٫۰۹ متر بالاتر از سطح دریا واقع شده‌است.